# Hamzoaia
Hamzoaia – wieś w Rumunii, w okręgu Neamț, w gminie Tașca. W 2011 roku liczyła 308 mieszkańców.